# Rodrigo Lages
Rodrigo Lages (Rio de Janeiro, 23 de maio de 1977) é um roteirista e diretor de cinema e televisão. Escreveu, dirigiu e editou o thriller psicológico 'Covil'. Assina o roteiro do longa-metragem de ação e sci-fi distópico 'Corrida dos Bichos', dirigido por Fernando Meirelles. É roteirista, diretor, produtor e editor do suspense exclusivo Globoplay 'Lacuna'. Desenvolveu e escreveu a série de suspense 'Vale dos Esquecidos' (HBO). Criou, desenvolveu e escreveu as três temporadas da série ‘Questão de Família’ (GNT) e colaborou no roteiro do longa ‘Em Nome da Lei’ (FOX), ambos dirigidos pelo cineasta Sergio Rezende. Assina a série de mistério 'Últimas Férias' (Star+) e o último longa-metragem dirigido por Cacá Diegues, 'Deus Ainda é Brasileiro'. É roteirista do thriller de ação 'O Doutrinador' (Turner) e também assina o roteiro final do longa-metragem baseado na HQ. Rodrigo também desenvolveu séries e filmes inéditos para a HBO, TV Globo, Globoplay e Amazon Studios.
Em sua estreia como diretor e produtor do curta-metragem ‘702’ (2016), foi selecionado para diversos festivais internacionais, ganhando os prêmios de melhor roteiro no Bucharest ShortCut Cinefest 2017 e Melhor Direção e Público no TMFF Glasgow, Reino Unido. Escreveu, dirigiu e produziu outros curta-metragens como 'Roommate' (2017), indicado a melhor roteiro e atriz no Bucharest Cinefest, 'Lapso' (2018) e 'Reminiscente' (2020).

## Filmografia

### Roteirista
- Covil (Longa-Metragem 2025)
- Corrida dos Bichos (Longa-Metragem)
- Deus Ainda é Brasileiro (Longa-Metragem)
- Últimas Férias (Série de TV 2023)
- Vale dos Esquecidos (Série de TV 2022)
- Lacuna (Longa-Metragem 2021)
- Reminiscente (Curta-Metragem 2020)
- O Doutrinador (Série de TV 2019)
- O Doutrinador (Longa-Metragem 2018)
- Lapso (Curta-Metragem 2018)
- Roommate (Curta-Metragem 2017)
- 702 (Websérie 2017)
- 702 (Curta-Metragem 2016)[21][22]
- Em Nome da Lei (Longa-Metragem 2016)
- Questão de Família (Série de TV 2014-2017)

### Diretor
- Covil (Longa-Metragem 2025)
- Lacuna (Longa-Metragem 2021)
- Reminiscente (Curta-Metragem 2020)
- Lapso (Curta-Metragem 2018)
- Roommate (Curta-Metragem 2017)
- 702 (Websérie 2017)
- 702 (Curta-Metragem 2016)

### Produtor
- Lacuna (Longa-Metragem 2021)
- Reminiscente (Curta-Metragem 2020)
- Lapso (Curta-Metragem 2018)
- Roommate (Curta-Metragem 2017)
- 702 (Websérie 2017)
- 702 (Curta-Metragem 2016)